# 中國文字學會
中國文字學會，成立於1955年。自1989年起，每年定期舉辦國際學術研討會，迄今已舉辦三十一屆，現任理事長為李淑萍。

## 活動
- 舉行中國文字學國際學術研討會
- 舉行中國文字學青年論壇
- 舉行漢字文化與科技媒體研習會
- 評定優秀青年學人獎[來源請求]

## 曾任理事長
- 林尹、李鍌、 許錟輝、陳新雄、王初慶[3]、許學仁[4]、朱歧祥